# Nkange
Nkange – wieś w Botswanie w dystrykcie Central. Według spisu ludności z 2011 roku wieś liczyła 3550 mieszkańców.